# Distribuzione di Rayleigh
In teoria delle probabilità la distribuzione di Rayleigh è una distribuzione di probabilità che descrive la distanza dall'origine di un punto {\displaystyle (X,Y)} nel piano euclideo le cui coordinate siano indipendenti e seguano entrambe la distribuzione normale centrata.
Prende il nome da Lord Rayleigh.

## Definizione
La distribuzione di Rayleigh di parametro {\displaystyle \sigma ^{2}>0} descrive la variabile aleatoria {\displaystyle Z={\sqrt {X^{2}+Y^{2}}}}, dove {\displaystyle X} e {\displaystyle Y} sono variabili aleatorie indipendenti aventi entrambe distribuzione normale {\displaystyle {\mathcal {N}}(0,\sigma ^{2})}.
La sua funzione di densità di probabilità è
{\displaystyle f(z)={\frac {z}{\sigma ^{2}}}e^{-{\frac {z^{2}}{2\sigma ^{2}}}}}.
Questa si può ottenere direttamente dalla densità di probabilità della distribuzione normale, {\displaystyle \textstyle \phi (x)={\frac {1}{\sqrt {2\pi \sigma ^{2}}}}e^{-{\frac {x^{2}}{2\sigma ^{2}}}}}, sfruttando l'isotropia del vettore {\displaystyle (X,Y)}:
{\displaystyle f(z)=\int _{x^{2}+y^{2}=z^{2}}\phi (x)\phi (y)d\mu =2\pi z{\frac {1}{2\pi \sigma ^{2}}}e^{-{\frac {z^{2}}{2\sigma ^{2}}}}}.
La sua funzione di ripartizione è
{\displaystyle F(z)=1-e^{-{\frac {z^{2}}{2\sigma ^{2}}}}}.
La variabile aleatoria {\displaystyle kZ={\sqrt {(kX)^{2}+(kY)^{2}}}} segue la distribuzione di Rayleigh di parametro {\displaystyle k^{2}\sigma ^{2}}.

## Caratteristiche
La variabile aleatoria {\displaystyle Z} con distribuzione di Rayleigh di parametro {\displaystyle \sigma ^{2}} ha 
- momenti semplici

{\displaystyle \mu _{n}=E[Z^{n}]=(2\sigma ^{2})^{\frac {n}{2}}\Gamma (1+{\tfrac {n}{2}})}
dove {\displaystyle \Gamma } è la funzione Gamma, con {\displaystyle \Gamma ({\tfrac {n}{2}}+1)={\tfrac {n}{2}}!} se {\displaystyle n} è pari.
In particolare si ottengono
- la speranza matematica

{\displaystyle E[X]={\sqrt {{\tfrac {\pi }{2}}\sigma ^{2}}}};
- la varianza

{\displaystyle {\text{Var}}(X)=E[X^{2}]-E[X]^{2}=2\sigma ^{2}-{\tfrac {\pi }{2}}\sigma ^{2}={\tfrac {4-\pi }{2}}\sigma ^{2}};
- gli indici di asimmetria e curtosi

{\displaystyle \gamma _{1}={\frac {2{\sqrt {\pi }}{\pi -3}}{(4-\pi )^{\frac {3}{2}}}}\approx 0,631} e {\displaystyle \gamma _{2}=-2{\frac {3\pi ^{2}-12\pi +8}{(4-\pi )^{2}}}\approx 0,245}.
I quantili {\displaystyle q_{\alpha }} di ordine {\displaystyle \alpha } sono
{\displaystyle q_{\alpha }={\sqrt {2\sigma ^{2}\log {\frac {1}{1-\alpha }}}}};
in particolare 
- la mediana è {\displaystyle {\sqrt {2\sigma ^{2}\log 2}}={\sqrt {\sigma ^{2}\log 4}}}.

## Statistica
Secondo il metodo della massima verosimiglianza lo stimatore del parametro {\displaystyle \sigma ^{2}} di {\displaystyle n} variabili aleatorie indipendenti con medesima distribuzione di Rayleigh è
{\displaystyle S^{2}={\frac {X_{1}^{2}+...+X_{n}^{2}}{2n}}}.

## Altre distribuzioni
Se {\displaystyle Z={\sqrt {X^{2}+Y^{2}}}} segue la distribuzione di Rayleigh di parametro {\displaystyle \sigma ^{2}} allora {\displaystyle (Z/\sigma )^{2}} segue la distribuzione chi quadrato {\displaystyle \chi ^{2}(2)}, ovvero la distribuzione esponenziale {\displaystyle {\mathcal {E}}({\tfrac {1}{2}})}.
La distribuzione di Maxwell-Boltzmann estende a tre dimensioni la distribuzione di Rayleigh, descrivendo la distanza {\displaystyle {\sqrt {X^{2}+Y^{2}+Z^{2}}}} dall'origine di un vettore {\displaystyle (X,Y,Z)} nello spazio euclideo a tre dimensioni, le cui coordinate siano indipendenti e seguano la medesima legge normale centrata.
La distribuzione di Rice generalizza invece la posizione del punto {\displaystyle (X,Y)}, prendendo {\displaystyle X} e {\displaystyle Y} non centrate.
Anche la distribuzione di Weibull è una generalizzazione della distribuzione di Rayleigh, fornendo un'interpolazione tra la distribuzione esponenziale e la distribuzione di Rayleigh.